# Vleuten-De Meern
Vleuten-De Meern ist ein Stadtteil und eine ehemalige Gemeinde in der niederländischen Provinz Utrecht. Sie wurde am 1. Januar 1954 durch die Vereinigung der drei Gemeinden Haarzuilens, Veldhuizen und Vleuten sowie eines Teils von Oudenrijn gebildet. Am 1. Januar 2001 wurde sie nach Utrecht eingemeindet. Zum Zeitpunkt der Auflösung zählte Vleuten-De Meern 22.110 Einwohner auf 27,57 km². Bereits 1995 hatte die Gemeinde 6,81 km² mit 1027 Einwohnern an Utrecht abgegeben. Der heutige Stadtteil hat rund 51.000 Einwohner (Stand: 1. Januar 2024).